# Кладбище (Валдай)
Валдайское кладбище — старинное кладбище в городе Валдай. Ворота кладбища являются объектом культурного наследия России регионального значения. Занимаемая кладбищем площадь составляет — 1,8 га, ориентировочное количество захоронений — 2000.

## Описание
В 1772 году, в связи с Указом Екатерины II о придании Валдаю статуса города и городском благоустройстве, было определено место на окраине города для основания нового кладбища. Ранее улица эта называлась Пятницкой, сейчас — улица Луначарского.
Первым делом в кладбищенском устройстве было сооружение часовни или церкви. Для этого местные жители выкупили у Иверского монастыря древнюю деревянную церковь, установили её на новом кладбище и освятили во имя святой великомученицы Параскевы Пятницы. Отсюда и название улицы — Пятницкая.
В 1858 году стараниями валдайского купца Василия Андреевича Колобова была построена новая церковь. Церковь сооружена из местного красного кирпича и сегодня имеет вид весьма отличный от первоначального. Церковь Петра и Павла была приписана к Введенскому храму и после его закрытия в 1930-е годы взяла на себя обслуживание жителей и ряда деревень, входивших в приход Введенской церкви.
Во время Великой Отечественной войны исчезла основная масса старых могил. Фронт стоял от города в 30 км, в Валдае не было немцев. Но в городе были госпиталя и умирающих хоронили на единственном кладбище в городе, чаще всего уничтожая старые заброшенные могилы.

## Известные похороненные на кладбище
- Меньшиков, Михаил Осипович
- Иосиф (Николаевский) — епископ Валдайский, викарий Новгородской епархии, настоятель Иверского Валдайского монастыря.

## Галерея
| - ворота ограды - надгробие XIX века - могила Каретникова - Церковь апостолов Петра и Павла на кладбище |